# Hawthornden (manzana)
Hawthornden es una  variedad cultivar de manzano (Malus domestica).
Es una variedad de manzana, que fue documentada por primera vez en un catálogo de las frutas cultivadas en 1780 como originario de Escocia.
Las frutas tienen una pulpa firme y gruesa con un sabor subácido.

Hawthornden (litografía de Henriette Sjöberg (1842–1915).

## Sinónimos
- "Haley",
- "Hawley",
- "Hawthorden",
- "Hawthornden Red",
- "Hawthornden White",
- "Lincolnshire Pippin",
- "Lord Kingston",
- "Old Hawthornden",
- "Red Hawthornden",
- "Shoreditch White",
- "Wheeler’s Kernel",
- "White",
- "White Apple".

## Historia
'Hawthornden' es una variedad de manzana, que sabemos con certeza que se originó en Escocia y que recibió su nombre del lugar donde se originó el Castillo de Hawthornden, Midlothian, ubicada a 12 kilómetros al sureste de Edimburgo (Escocia), que se hizo famoso por ser el lugar de nacimiento del poeta William Drummond en el siglo XVII. La manzana probablemente se originó o llegó en algún momento de la década de 1700, y según el ilustre pomólogo británico Robert Hogg: "La primera mención está en el catálogo de Leslie y Anderson, de Edimburgo, pero en Londres se menciona en 1790, cuando se introdujo en el vivero de Brompton Park". Se convirtió en una popular variedad de jardín victoriano y fue cultivada comercialmente en Kent y por los hortelanos del mercado de Londres durante el siglo XIX. Desafortunadamente, su popularidad disminuyó en la década de 1890, en gran parte porque la fruta se magulla fácilmente durante el transporte.
'Hawthornden' se cultiva en diversos repositorios de cultivos vivos tales como en National Fruit Collection (Colección Nacional de Fruta) de Reino Unido con el número de accesión: 1999-078 y nombre de accesión : Hawthornden.

## Características
'Hawthornden' árbol de extensión erguida, de un vigor moderado. Da fruto en espuelas. Presenta vecería. Tiene un tiempo de floración que comienza a partir del 7 de mayo con el 10% de floración, para el 12 de mayo tiene una floración completa (80%), y para el 20 de mayo tiene un 90% caída de pétalos.
'Hawthornden' tiene una talla de fruto mediana que tiende a grande con una altura promedio de 56.50mm, y anchura promedio de 76.50mm; forma redondeada, a veces aplanada, y a menudo con una costilla prominente en un lado; con nervaduras fuertes, corona media irregular; epidermis fina, con color de fondo amarillo verdoso en la cara sombreada, lavado de rubor rojo naranjado en la cara expuesta al sol, con lenticelas rojas en la cara expuesta al sol, a veces con ruginoso-"russeting", ruginoso-"russeting" (pardeamiento áspero superficial que presentan algunas variedades) bajo; pedúnculo corto y de calibre grueso, colocado en una cavidad profunda de forma irregular que tiene ruginoso-"russeting; cáliz pequeño y ligeramente abierto, ubicado en una cuenca poco profunda, estrecha y arrugada-plisada; pulpa de color amarillento, carne cremosa es gruesa con una textura firme pero tierna que se derrite cuando se cocina, sabor equilibrado entre ácido y dulce, y sabe más rico cuando se cocina o se hornea.
Su tiempo de recogida de cosecha se inicia a mediados de septiembre. Es propensa a las magulladuras, en frío aguanta en buenas condiciones un mes después de cosechada.

## Usos
Una buena manzana de uso casi exclusivo en cocina, hace una salsa sabrosa, enérgica y cremosa.

## Ploidismo
Diploide, auto estéril, que para producir necesita la proximidad de una fuente adecuada de polen. Grupo de polinización: D, Día: 13.

## Vulnerabilidad
Propenso al moho. Algo sensible a la costra.